# Steggoa minuta
Steggoa minuta är en ringmaskart som beskrevs av Hartmann-Schröder 1962. Steggoa minuta ingår i släktet Steggoa och familjen Phyllodocidae. Inga underarter finns listade i Catalogue of Life.